# Самофатов Іван Миколайович
Іван Миколайович Самофа́тов (рос. Иван Михайлович Самофатов; нар. 12 вересня 1931, Хаустово — пом. 28 липня 1985,  Севастополь) — український радянський військовий диригент, народний артист УРСР (з 1978 року).

## Біографія
Народився 12 вересня 1931 року в селі Хаустовому (тепер Спас-Деменського району Калузької області). Член КПРС з 1956 року. У 1957 році закінчив Інститут військових диригентів у Москві. Вихованець школи Б. В. Боголєпова. З 1963 року — музичний керівник і диригент, з 1975 року і до смерті  — начальник і художній керівник Ансамблю пісні й танцю Червонопрапорного Чорноморського Флоту. 

Могила І. Самофатова

Нагороджений орденом «За службу Батьківщині в Збройних Силах СРСР» 3 ступеня, медалями. Помер у Севастополі 28 липня 1985 року. Похований в Севастополі на Міському кладовищі «Кальфі».

## Творчість
Автор пісень, зокрема:  «Я вернусь к тебе…», «Не шуми ты, море Средиземное», «Здравствуй, Севастополь», «Чайка», «Черноморских границ часовой».